# Нестерпний Генрі
«Нестерпний Генрі» — фільм комедія 2012 року.

## Зміст
Головному героєві, хлопчику Генрі, 10 років. Генрі народився з пробірки. Він намагається висловити протест матері, у якої досить своєрідні феміністичні погляди. Генрі відправляється на пошуки свого біологічного батька. Його чекає знайомство з різними людьми і пригоди на обраному шляху. Чи зможе він знайти батька? Чи допоможе йому ця історія у відносинах з матір'ю?

## У ролях
- Джейсон Спевак — Генрі Джеймс Герман
- Остін МакДональд — Брайан
- Тоні Коллетт — Патрісія Герман
- Майкл Шин — доктор О'Хара
- Саманта Вайнштейн — Одрі О'Хара
- Франк Мур — Стен Герман
- Камерон Кеннеді — Джиммі Герман
- Марк Кейв — президент Салліван
- Пол Браунштейн — доктор Гюнтер Фловер
- Марк Макдональд — Тім Герман
- Міккі Макдональд — Том Герман
- Ханна Бріджен — молода Патрісія Герман
- Джеймі Джонстон — молодий Біллі Герман